# Rob Rensenbrink
Rob Rensenbrink (Amszterdam, 1947. július 3. – Oostzaan, 2020. január 24.) 49-szeres holland válogatott, kétszeres világbajnoki ezüstérmes labdarúgó, csatár. 1976-ban második, két évvel később harmadik volt az Aranylabda-szavazáson, ő szerezte a világbajnokságok történetének ezredik gólját.

## Pályafutása

### Klubcsapatban
Az amszterdami, amatőr DWS csapatában kezdte pályafutását. 1969-ben szerződött Belgiumba az FC Bruges együtteséhez. 1971 és 1980 között az Anderlechtben szerepelt, ahol két bajnoki címet, öt belga kupa-győzelmet szerzett. Tagja volt az 1976 és 1978 között sorozatban háromszor Kupagyőztesek Európa-kupája döntőjébe jutott csapatnak. Az 1976-os és 1978-as döntőn nyert az Anderlecht, csak 1977-ben vesztett a Hamburger SV ellen. 1980-ban egyike volt azoknak, akik rövid időre az észak-amerikai labdarúgó-bajnokságban (NASL) kipróbálták magukat. Rensenbrink a Portland Timbers csapatában játszott. Európába visszatérve az 1981–82-es idényben a francia Toulouse FC csapatában játszott és itt vonult vissza az aktív labdarúgástól.

### A válogatottban
1968 és 1979 között 46 alkalommal szerepelt a holland válogatottban és 14 gólt szerzett. Két világbajnokságon vett részt (1974, 1978). Mindkét alkalommal tagja volt az ezüstérmes csapatnak. 1976-ban a jugoszláviai Európa-bajnokságon bronzérmet szerzett a holland válogatottal.

## Sikerei, díjai
- Világbajnokság
  - ezüstérmes: 1974 – NSZK, 1978 - Argentína
- Európa-bajnokság
  - bronzérmes: 1976 - Jugoszlávia
- Belga bajnokság
  - bajnok: 1971–72, 1973–74
  - gólkirály: 1972–73
- Belga kupa
  - győztes: 1970, 1972, 1973, 1975, 1976
- Kupagyőztesek Európa-kupája (KEK)
  - győztes: 1975–76, 1977–78
  - döntős: 1976–77
  - gólkirály: 1975–76 (8 gól)
- UEFA-szuperkupa
  - győztes: 1976, 1978
- FIFA 100 (2004)

## Statisztika

### Mérkőzései a holland válogatottban
| Hollandia | Hollandia            | Hollandia                                  | Hollandia     | Hollandia | Hollandia      | Hollandia      | Hollandia | Hollandia                         |
| #         | Dátum                | Helyszín                                   | Hazai         | Eredmény  | Vendég         | Kiírás         | Gólok     | Esemény                           |
| --------- | -------------------- | ------------------------------------------ | ------------- | --------- | -------------- | -------------- | --------- | --------------------------------- |
| 1.        | 1968. május 30.      | Amszterdam, Olimpiai Stadion               | Hollandia     | 0 – 0     | Skócia         | barátságos     | -         |                                   |
| 2.        | 1968. június 5.      | Bukarest, Köztársasági stadion             | Románia       | 0 – 0     | Hollandia      | barátságos     | -         |                                   |
| 3.        | 1968. október 27.    | Szófia, Levszki-stadion                    | Bulgária      | 2 – 0     | Hollandia      | vb-selejtező   | -         |                                   |
| 4.        | 1969. március 26.    | Rotterdam, Feijenoord Stadion              | Hollandia     | 4 – 0     | Luxemburg      | vb-selejtező   | -         |                                   |
| 5.        | 1969. április 16.    | Rotterdam, Feijenoord Stadion              | Hollandia     | 2 – 0     | Csehszlovákia  | barátságos     | -         |                                   |
| 6.        | 1969. május 7.       | Rotterdam, Feijenoord Stadion              | Hollandia     | 1 – 0     | Lengyelország  | vb-selejtező   | -         |                                   |
| 7.        | 1969. november 5.    | Amszterdam, Olimpiai Stadion               | Hollandia     | 0 – 1     | Anglia         | barátságos     | -         |                                   |
| 8.        | 1970. január 28.     | Tel-Aviv, Bloomfield stadion               | Izrael        | 0 – 1     | Hollandia      | barátságos     | -         |                                   |
| 9.        | 1973. október 10.    | Rotterdam, Feijenoord Stadion              | Hollandia     | 1 – 1     | Lengyelország  | barátságos     | -         | 46'                               |
| 10.       | 1973. november 18.   | Amszterdam, Olimpiai Stadion               | Hollandia     | 0 – 0     | Belgium        | vb-selejtező   | -         |                                   |
| 11.       | 1974. március 27.    | Rotterdam, Feijenoord Stadion              | Hollandia     | 1 – 1     | Ausztria       | barátságos     | -         |                                   |
| 12.       | 1974. május 26.      | Amszterdam, Olimpiai Stadion               | Hollandia     | 4 – 1     | Argentína      | barátságos     | 1         | 31'                               |
| 13.       | 1974. június 5.      | Rotterdam, Feijenoord Stadion              | Hollandia     | 0 – 0     | Románia        | barátságos     | -         |                                   |
| 14.       | 1974. június 15.     | Hannover, Niedersachsenstadion (FRG)       | Uruguay       | 0 – 2     | Hollandia      | vb-csoportkör  | -         |                                   |
| 15.       | 1974. június 23.     | Dortmund, Westfalenstadion (FRG)           | Bulgária      | 1 – 4     | Hollandia      | vb-csoportkör  | -         |                                   |
| 16.       | 1974. június 26.     | Gelsenkirchen, Parkstadion (FRG)           | Argentína     | 0 – 4     | Hollandia      | vb-középdöntő  | -         |                                   |
| 17.       | 1974. június 30.     | Gelsenkirchen, Parkstadion (FRG)           | NDK           | 0 – 2     | Hollandia      | vb-középdöntő  | 1         | 59'                               |
| 18.       | 1974. július 3.      | Dortmund, Westfalenstadion (FRG)           | Brazília      | 0 – 2     | Hollandia      | vb-középdöntő  | -         | 67'                               |
| 19.       | 1974. július 7.      | München, Olimpiai Stadion                  | NSZK          | 2 – 1     | Hollandia      | vb-döntő       | -         | 46'                               |
| 20.       | 1974. szeptember 4.  | Stockholm, Råsunda Stadion                 | Svédország    | 1 – 5     | Hollandia      | barátságos     | 1         | 83'                               |
| 21.       | 1974. október 9.     | Rotterdam, Feijenoord Stadion              | Hollandia     | 1 – 0     | Svájc          | barátságos     | -         |                                   |
| 22.       | 1974. november 20.   | Rotterdam, Feijenoord Stadion              | Hollandia     | 3 – 1     | Olaszország    | Eb-selejtező   | 1         | 24'                               |
| 23.       | 1975. április 30.    | Antwerpen, Bosuilstadion                   | Belgium       | 1 – 0     | Hollandia      | barátságos     | -         |                                   |
| 24.       | 1976. április 25.    | Rotterdam, Feijenoord Stadion              | Hollandia     | 5 – 0     | Belgium        | Eb-negyeddöntő | 3         | 28' 58' 86'                       |
| 25.       | 1976. május 22.      | Brüsszel, Heysel Stadion                   | Belgium       | 1 – 2     | Hollandia      | Eb-negyeddöntő | -         |                                   |
| 26.       | 1976. június 16.     | Zágráb, Maksimir Stadion (YUG)             | Csehszlovákia | 3 – 1     | Hollandia      | Eb-elődöntő    | -         |                                   |
| 27.       | 1976. június 19.     | Zágráb, Maksimir Stadion                   | Jugoszlávia   | 2 – 3     | Hollandia      | Eb 3. helyért  | -         |                                   |
| 28.       | 1976. szeptember 8.  | Reykjavík, Laugardalsvöllur                | Izland        | 0 – 1     | Hollandia      | vb-selejtező   | -         |                                   |
| 29.       | 1976. október 13.    | Rotterdam, Feijenoord Stadion              | Hollandia     | 2 – 2     | Észak-Írország | vb-selejtező   | -         |                                   |
| 30.       | 1977. február 9.     | London, Wembley Stadion                    | Anglia        | 0 – 2     | Hollandia      | barátságos     | -         |                                   |
| 31.       | 1977. március 26.    | Antwerpen, Bosuilstadion                   | Belgium       | 0 – 2     | Hollandia      | vb-selejtező   | -         |                                   |
| 32.       | 1977. október 26.    | Amszterdam, Olimpiai Stadion               | Hollandia     | 1 – 0     | Belgium        | vb-selejtező   | -         |                                   |
| 33.       | 1978. február 22.    | Ramat Gan, Nemzeti Stadion                 | Izrael        | 1 – 2     | Hollandia      | barátságos     | 1         | 31' (11-esből)                    |
| 34.       | 1978. május 20.      | Bécs, Práter Stadion                       | Ausztria      | 0 – 1     | Hollandia      | barátságos     | -         |                                   |
| 35.       | 1978. június 3.      | Mendoza, Estadio Malvinas Argentinas (ARG) | Irán          | 0 – 3     | Hollandia      | vb-csoportkör  | 3         | 40' (11-esből) 62' 77' (11-esből) |
| 36.       | 1978. június 7.      | Mendoza, Estadio Malvinas Argentinas (ARG) | Peru          | 0 – 0     | Hollandia      | vb-csoportkör  | -         |                                   |
| 37.       | 1978. június 11.     | Mendoza, Estadio Malvinas Argentinas (ARG) | Hollandia     | 2 – 3     | Skócia         | vb-csoportkör  | 1         | 34' (11-esből)                    |
| 38.       | 1978. június 14.     | Córdoba, Estadio Chateau Carreras (ARG)    | Ausztria      | 1 – 5     | Hollandia      | vb-középdöntő  | 1         | 36' (11-esből)                    |
| 39.       | 1978. június 18.     | Córdoba, Estadio Chateau Carreras (ARG)    | NSZK          | 2 – 2     | Hollandia      | vb-középdöntő  | -         |                                   |
| 40.       | 1978. június 21.     | Buenos Aires, Estadio Monumental (ARG)     | Olaszország   | 1 – 2     | Hollandia      | vb-középdöntő  | -         |                                   |
| 41.       | 1978. június 25.     | Buenos Aires, Estadio Monumental           | Argentína     | 3 – 1     | Hollandia      | vb-döntő       | -         |                                   |
| 42.       | 1978. szeptember 20. | Nijmegen, Goffertstadion                   | Hollandia     | 3 – 0     | Izland         | Eb-selejtező   | 1         | 63' (11-esből)                    |
| 43.       | 1978. október 11.    | Bern, Wankdorfstadion                      | Svájc         | 1 – 3     | Hollandia      | Eb-selejtező   | -         |                                   |
| 44.       | 1978. november 15.   | Rotterdam, Feijenoord Stadion              | Hollandia     | 3 – 0     | NDK            | Eb-selejtező   | -         |                                   |
| 45.       | 1979. március 28.    | Eindhoven, Philips Sportpark               | Hollandia     | 3 – 0     | Svájc          | Eb-selejtező   | -         |                                   |
| 46.       | 1979. május 2.       | Chorzów, Stadion Śląski                    | Lengyelország | 2 – 0     | Hollandia      | Eb-selejtező   | -         | 73'                               |
|           | Összesen             |                                            |               | 46        | mérkőzés       |                | 14        | gól                               |

## További információ
- Rob Rensenbrink adatlapja a national-football-teams.com oldalon
- Rob Rensenbrink NASL adatlapja
- Rob Rensenbrink adatlapja a FIFA oldalán Archiválva 2011. december 19-i dátummal a Wayback Machine-ben